# Evigt ung
Evigt ung (originaltitel: Forever Young) är en amerikansk film från 1992, regisserad av Steve Miner. Huvudrollerna spelas av Mel Gibson, Elijah Wood och Jamie Lee Curtis.

## Handling
Året är 1939, Daniel McCormick är testpilot i det amerikanska flygvapnet. Han älskar den vackra Helen som han vill fria till men skjuter hela tiden fram det. En dag råkar hon ut för en trafikolycka och hamnar i koma och läkarna tvivlar på att hon någonsin kommer att vakna upp igen. Daniel klarar inte av att se henne tyna bort i sjukhussäng och övertalar sin bästa vän Harry Finley, som arbetar med ett topphemligt experiment med syfte att frysa ner människor under längre perioder och sen väcka dem igen, att ställa upp som försöksperson för att bli nerfrusen i ett år mot löftet att bli väckt igen om Helen vaknar. Men en brand ödelägger hela laboratoriet ett par månader efter att Daniel blivit nerfrusen, modulen han ligger i klarar sig dock men glöms bort, fram till 1992 när två pojkar hittar den och tinar upp Daniel som legat nerfrusen i 50 år. Lever Helen fortfarande? Lever Harry Finley fortfarande? Daniel måste nu försöka leta reda på dem.

## I rollerna
- Mel Gibson - Kapten Daniel McCormick, USAAC
- Jamie Lee Curtis - Claire Cooper
- Elijah Wood - Nat Cooper
- Isabel Glasser - Helen
- George Wendt - Harry Finley
- Joe Morton - Cameron
- David Marshall Grant - Lt. Col. Wilcox, USAF
- Eric Pierpoint - Fred
- Richard Ryder - Pilot #1